# Cephalophus dorsalis
El duiker bayo (Cephalophus dorsalis)  que vive en las selvas de Gabón, Sierra Leona, Liberia, Ghana, Benín, sur de Camerún y norte del Congo.
Mide entre 50 y 55 cm de altura y 80 cm de longitud, más una cola de 9 cm. Pesa en promedio 20 kg. El manto es castaño rojizo obscuro con una banda negra de la cabeza a la cola y manchas obscuras bajo los ojos. Los cuernos son cónicos, dirigidos hacia atrás, de 5 a 10 cm de largo.
Viven en bosques húmedos muy densos, en los cuales se alimentan de las plantas y también de insectos y huevos. Es de hábitos nocturnos y vive solo o en pareja.